# Ostružná
Ostružná es una localidad del distrito de Jeseník en la región de Olomouc, República Checa, con una población estimada a principio del año 2018 de 165 habitantes. 
Se encuentra ubicada al norte de la región, sobre la parte oriental de los montes Sudetes, a poca distancia de la frontera con Polonia y con la región de Moravia-Silesia.